# 막시민 리프크네
막시민 리프크네(영어: Maximin Liebkne 일본어: マキシミンᆞリフクネ)는 룬의 아이들의 등장인물이자 조연이다. 첫 등장인 2부 룬의 아이들: 데모닉에서 부주인공이자 클라리체 데 아브릴과 조슈아 폰 아르님과 더불어 주인공 3인방으로 출연하고, 3부 룬의 아이들: 블러디드에서 샤를로트 비에트리스 드 오를란느와 더불어 공동 주인공으로 나온다.

## 소개
2부 데모닉에 이어 3부 블러디드에서도 부주인공이며 이번에는 샤를로트 비에트리스 드 오를란느와 나란히 공동 주인공을 맡는다. 성별은 남성. 아노마라드 왕국의 대귀족 공작가 아르님 가문의 소공작이자 데모닉 조슈아 폰 아르님과는 둘도 없는 단짝 친구. 안경을 끼고 어깨까지 내려오는 난잡한 갈색머리가 특징이다. 명성이 높은 불세출의 천재 추리소설가이자 고문관, 탐정 라이지아 블라에르크의 장남이다.

## 능력
천재 추리소설가, 탐정 고문이었던 어머니 라이지아의 영향을 물려받아 탐정으로서 우수한 자질이 있다. 잡지식이 많고, 추리, 상황 판단, 임기응변, 궤변에 뛰어난 능력을 가지고 있다. 두세가지 생각을 동시에 진행하면서도 길을 걸으며 사람들을 피해다니고 다른 사람과 간단한 대화조차 할 수 있는 멀티태스킹 능력까지 갖추었다.
데모닉 조슈아와 히스파니에조차 자신들보다 우위라고 인정한 천재적인 통찰력과 추리력, 날카롭고 특출난 상황 판단력을 갖춘 명탐정이다. 정치가와 지휘관, 전략가에 특화된 클로에 다 폰티나, 란지에 로젠크란츠, 조슈아 폰 아르님과 달리 셜록 홈즈나 에르퀼 푸아로처럼 탐정과 수사 고문, 프로파일러에 특화된 고도의 지능캐. 틈만 나면 툭 내뱉듯 깐죽거리고 신경에 거슬리는 이것 저것 독설하는 성향이 강한 달변가이자 탐정이다. 음악에도 교양과 조예가 깊어 바이올린을 능수능란하게 연주해 신비의 바이올린 카프리치오로 신성찬트의 악보를 연주해 마법 같은 것을 부릴 수 있다.
판타지 세계에서는 반드시 거쳐야 할 기본 소양인 육체적인 운동신경이나 전투력이 전무하다. 더 상위적인 초능력이나 마법 능력도 없어 본격적인 전투, 특히 마물과의 싸움에는 쪽도 못 쓰고 무력하게 발린다. 심지어 전체적인 스펙에선 신들린 재봉술을 지닌 평범한 일반인이지만 검술 방면으로는 잠깐 방심한 상태인 샐러리맨을 단번에 찔러 관통시킬 정도로 완력이 강한 클라리체 데 아브릴보다 약하다. 이 탓에 무술이 강한 적과의 전투에선 신변이 위험해지거나 전략안만 제시할 뿐 날아오는 공격을 피해 도망만 다니고 방관자, 해설자 역할로 물러난다. 하지만 본인은 전투력의 필요성이나 재능이 없다고 느끼기에 딱히 미련을 두지 않으며, 오히려 즉흥적인 연기와 특유의 그럴싸한 말빨, 임기응변으로 상황을 자신에게 유리하게끔 돌아가게 만들어 위기를 모면하는 것으로 단점을 커버한다.

## 성격
표면적으로는 낮잠 좋아하고 귀찮은 일을 몹시 싫어하는 시니컬하고 사적인 이익만을 좇는 버르장머리도 싸가지도 없고 품위 모자란 이기적인 백수 독설가 같지만 내면에는 상냥하고 다정한 마음씨를 품었다. 인간관계를 철저한 이해관계에 따라 가르기 때문에 동생들이나 이해가 깊은 타인이 아닌 이상 다른 사람을 돕는 걸 꺼리고 무관심으로 일관하지만, 조슈아나 샤를로트 비에트리스처럼 정말로 소중히 여기는 사람을 목숨을 걸고서라도 지키려는 강한 의리를 지녔다.

## 이름의 유래
막시민은 막시민 그륀하우저 압츠베르크 리슬링 아우스레제(Maximin Grünhauser Abtsberg Liesling Auslese)라는 독일산 와인으로, 네이버 백과사전에서도 죽기 전에 꼭 마셔야 할 100가지 와인 중 하나로 등재한다. 독일, 프랑스에서 주로 쓰이는 인명인 '막시밀리앙, 막시밀리앵, 막시밀리안'에서 따온 것으로 보인다. 성씨인 리프크네 (Liebkne)는 모계와 부계 어느 한쪽의 성도 아닌 어머니 라이지아 블라에르크가 쓴 추리소설 주인공 이름이다. 19세기 독일의 사회주의자, 공산주의자이며 독일 혁명파 쿠데타에 참가했다 학살당한 카를 리프크네히트 (Karl Liebknecht)에서 따온 것으로 보인다. 전민희 작가는 리프크네히트라는 사람이 누군지 모른다고 했다.

## 같이 보기
- 룬의 아이들